# NGC 948
NGC 948 (również PGC 9431) – galaktyka spiralna z poprzeczką (SBc), znajdująca się w gwiazdozbiorze Wieloryba. Odkrył ją Lewis A. Swift 1 listopada 1886 roku.